# Uitgaanskleding
Ouderwetse uitgaanskleding (niet te verwarren met moderne uitgaanskleding) is kleding die alleen wordt gedragen bij speciale gelegenheden zoals wanneer men een feest of concert bijwoont.
Voor de man kan uitgaanskleding bestaan uit een smoking of rokkostuum, maar ook een net pak. Voor de vrouw is uitgaanskleding vaak een speciale jurk zoals een avondjurk of cocktailjurk. Voor de vrouw meer dan voor de man is het van belang om de kleding precies aan te passen aan de gelegenheid; dit om te voorkomen dat zij overdressed (te netjes gekleed) verschijnt in vergelijking met andere vrouwen. 